# Huub Kools
Huub Kools (Zundert, 31 december 1961) is een Nederlands voormalig wielrenner die in de jaren 80 tot het midden van de jaren 90 tot de Nederlandse top van het veldrijden behoorde.
In de jaren 80 combineerde Kools het wegwielrennen met het veldrijden. In die jaren fietste hij voor de sterke amateur formatie Batavus. Vanaf 1987 tot en met 1995 was Kools professional en legde hij zich voorzamelijk toe op het veldrijden (cyclo-cross) .
Zijn specialisme waren zand crossen. Zijn grootste overwinning was de Superprestige veldrit in Gavere in 1992 waar hij Adrie van der Poel en Danny De Bie klopte. Kools was hiermee de laatste winnaar op het overwegend vlakke parcours te Asper (deelgemeente van Gavere). Vanaf 1993 wordt de veldrit verreden in het heuvelachtige Gavere (domein Kasteel Grenier).

## Belangrijkste overwinningen
1983
- Nederlands kampioen, cyclo-cross, militairen

1987
- Lieshout, cyclo-cross
- Contern, cyclo-cross
- Durana, cyclo-cross

1992
- Superprestige Gavere, cyclo-cross

1993
- Nijswiller, cyclo-cross
- Andoain, cyclo-cross

1994
- Andoain, cyclo-cross